# David Neumark
David Neumark (3. srpna 1866, Ščyrec – 15. prosince 1924, Cincinnati) byl židovský náboženský filozof a rabín krátce působící v Čechách. Byl aktivním stoupencem sionismu.

## Životopis

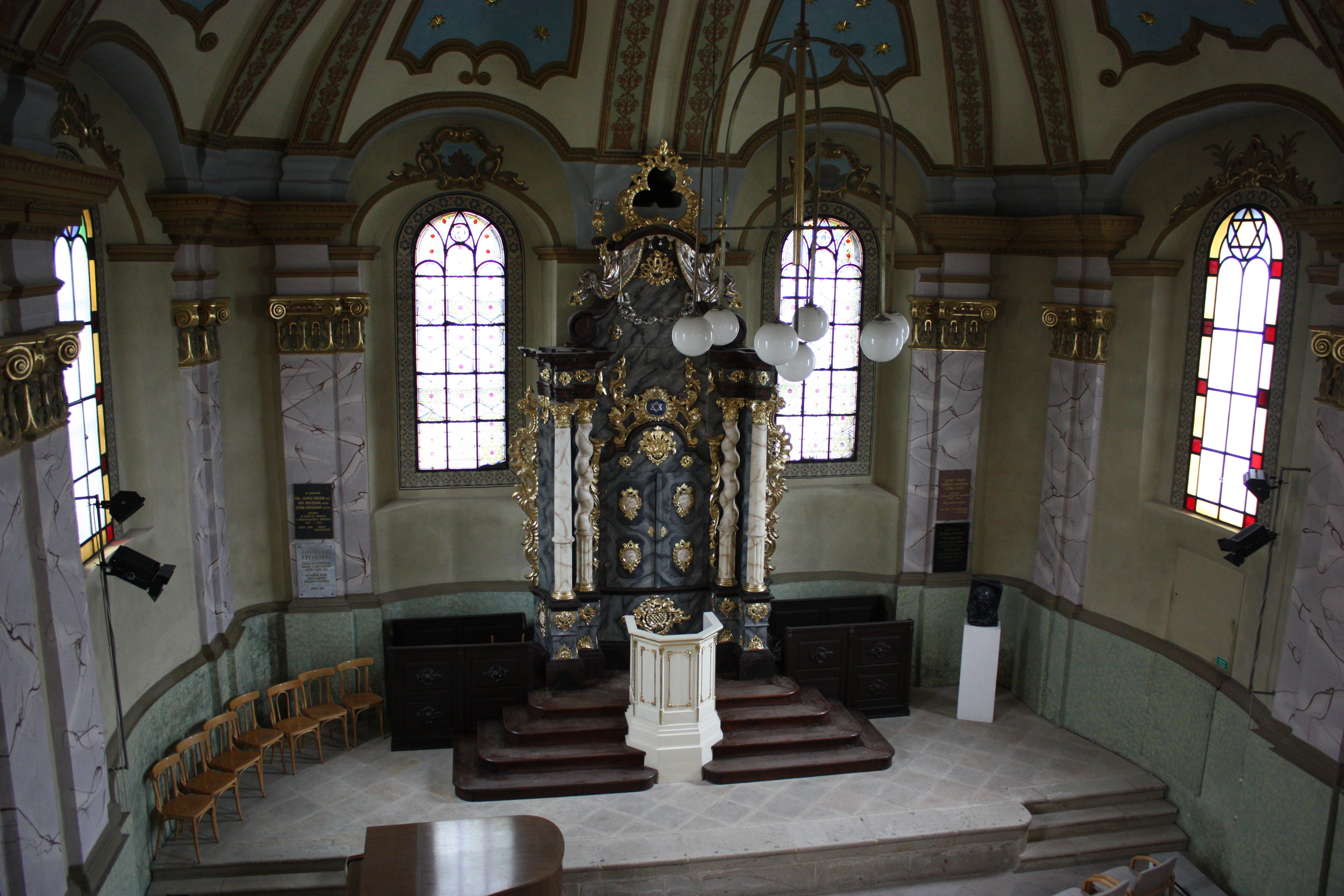
Interiér synagogy v Rakovníku, někdejšího působiště dnes součást Rabasovy galerie.

David Neumark začal studovat filozofii na Lvovské univerzitě, poté pokračoval ve studiu na Humboldtově univerzitě v Berlíně a na škole židovských studií.
V roce 1894 publikoval svůj první hebrejský článek o Nietzscheho spise „Úvod do teorie nadčlověka“. Z východu na západ.
V roce 1896 získal titul doktora filosofie, poté, co obhájil disertační práci o doktríně svobody Immanuela Kanta a Arthura Schopenhauera.
V roce 1897 byl vysvěcen na rabína a v letech 1904 až 1907 David Neumark působil jako rabín v Rakovniku, jako první a jediný.
V roce 1907 jej Kaufman Kohler (1843–1926) pozval do Cincinnati, aby mu nabídl pozici profesora filozofie na Hebrew Union College. Neumark nabídku přijal a v této pozici setrval až do své smrti v roce 1924.

## Literární činnost a spisy
V roce 1919 založil The Journal of Jewish Lore and Philosophy, který do roku 1921 vydával Židovský institut náboženství. David Neumark byl aktivním stoupencem sionismu.
David Neumark je známý především svou třídílnou historií židovské středověké filozofie. Třetí svazek s předmluvou Reubena Brainina (1862-1939) o náležitostech vzdělávávní byl vydán posmrtně.